# Jean-Claude Leclercq
Jean-Claude Leclercq (Abbeville, 22 de juliol de 1962) va ser un ciclista francès, que fou professional entre 1984 i 1993. Descobert per Jean de Gribaldy, el 1985 es proclamà campió de França en ruta i el 1987 guanyà la Fletxa Valona.

## Palmarès
- 1985
  -  Campió de França en ruta
  - Vencedor d'una etapa de l'Étoile des Espoirs
- 1986
  - Vencedor d'una etapa de la Volta a Suïssa
- 1987
  - 1r a la Fletxa Valona
- 1988
  - Vencedor d'una etapa de la Volta a Suïssa
- 1990
  - Vencedor de 2 etapes de la Tirrena-Adriàtica
- 1991
  - Vencedor d'una etapa de la Volta a Suïssa
  - Vencedor d'una etapa del Tour de Romandia
  - Vencedor d'una etapa del Critèrium International
- 1992
  - Vencedor d'una etapa del Critèrium del Dauphiné Libéré

### Resultats al Tour de França
- 1986. 56è de la classificació general
- 1987. 50è de la classificació general
- 1988. 58è de la classificació general
- 1989. 68è de la classificació general
- 1990. 139è de la classificació general
- 1992. Abandona (11a etapa)